# Spleetpoolmotor
De spleetpoolmotor is een eenfasige asynchrone motor die een speciale statorconstructie bezit. De stator heeft naast de hoofdwikkeling twee kortgesloten hulpwikkelingen, aangebracht in een spleetpool van de stator.
Spleetpoolmotoren worden voornamelijk gebruikt in continu werkende apparaten die weinig vermogen (tot -/+ 250W) vragen, zoals kleine ventilatoren, waterpompen en platenspelers.

## Werking

Spleetpoolmotor

De hoofdwikkeling wordt op het elektriciteitsnet aangesloten en wekt onder de hoofdpolen een wisselend magneetveld op. Door de transformatorwerking tussen de hoofdwikkeling en de hulpwikkeling wordt in de hulpwikkeling een (kortsluit)stroom opgewekt, die in fase verschoven is ten opzichte van de stroom in de hoofdwikkeling. In de spleetpool ontstaat als gevolg van deze kortsluitstroom een naijlend wisselveld. In de motor ontstaat nu een elliptisch draaiveld dat voldoende is om de motor uit zichzelf te laten aanlopen. (In de richting van de hoofdpool naar de hulppool).
De rotor kan een kortsluitanker (asynchrone motor) of een permanente magneet (synchrone motor) zijn.

## Voordelen
- Hoge betrouwbaarheid door de eenvoudige constructie.
- Geen extra componenten (zoals condensatoren) nodig om de motor te laten aanlopen.
- Motoren kunnen gebruikt worden in combinatie met triacgebaseerde snelheidregelaars.
- Goedkoper dan draaistroom- en condensatormotoren.

## Nadelen
- Door de eenvoudige constructie van de hulpwikkeling is het aanloopkoppel vrij klein (ongeveer 25% van het bedrijfskoppel)
- Draairichting ligt vast
- Laag rendement (10 tot 40%)[1]

## Toepassingen
- Afvoerpomp in oudere (vaat)wasmachines
- Aanjager in sommige was- en droogcombinaties
- Motor in platenspelers (pick-up)
- Koelventilator in magnetronovens